# 大洲地区広域消防事務組合
大洲地区広域消防事務組合（おおずちくこういきしょうぼうじむくみあい）は、愛媛県大洲市及び喜多郡内子町によって組織される一部事務組合（消防組合）である。

## 概要
- 消防本部：大洲市大洲1034番地の4
- 管内面積：731.74km2
- 職員数：104名
- 消防署2カ所、支署2カ所、出張所1カ所
- 主力機械（2018年4月1日現在）
  - 消防ポンプ自動車：4
  - 水槽付消防ポンプ自動車：2
  - 化学消防車：1
  - 救助工作車：1
  - 多目的車：1
  - はしご付消防自動車：1
  - 指揮車：1
  - 指令車：1
  - 広報車：6
  - 資機材搬送車：2
  - 救急自動車：6

## 沿革
- 1975年4月1日　大洲地区広域消防事務組合消防本部・消防署を設置し業務を開始する。

## 組織
- 消防本部－総務課、予防課、警防課
- 消防署

## 消防署
| 消防署     | 住所                     | 支署                                                         | 出張所                        |
| ---------- | ------------------------ | ------------------------------------------------------------ | ----------------------------- |
| 大洲消防署 | 大洲市大洲1034番地の4    | 長浜：大洲市長浜甲461番地1 川上：大洲市肱川町宇和川2992番地1 | なし                          |
| 内子消防署 | 喜多郡内子町内子1433番地 | なし                                                         | 小田：喜多郡内子町小田42番地1 |